# Sergej Grankin
Sergej Grankin (ryska: Сергей Юрьевич Гранкин), född 21 januari 1985 i Jessentuki, är en rysk volleybollspelare. Grankin blev olympisk guldmedaljör i volleyboll vid sommarspelen 2012 i London.